# 长萼狭叶山梗菜
长萼狭叶山梗菜（学名：Lobelia colorata var. dsolinhoensis）为桔梗科半边莲属下的一个变种。

## 扩展阅读
- 維基物種上的相關：长萼狭叶山梗菜